# Fermignano
Fermignano é uma comuna italiana da região dos Marche, Província de Pesaro e Urbino, com cerca de 7.531 habitantes. Estende-se por uma área de 43 km², tendo uma densidade populacional de 175 hab/km². Faz fronteira com Acqualagna, Cagli, Fossombrone, Urbania, Urbino.